# Vishnukant Singh
Pour les articles homonymes, voir Singh.
Vishnukant Singh est un joueur de hockey sur gazon indien qui joue au poste de milieu de terrain pour le Uttar Pradesh Hockey et l'équipe nationale indienne.

## Carrière
Il a été appelé en 2022 pour concourir à la Coupe d'Asie 2022 à Jakarta.

## Palmarès
- : 3e à la Coupe d'Asie 2022